# Стад Осеан
«Стад Осеан» (фр. Stade Océane) — багатофункціональний стадіон у місті Гавр, Франція, відкритий 2012 року. Є домашнім стадіоном для футбольного клубу «Гавр». Розрахований на 25 178 місць для перегляду футбольного матчу і 33 000 для розважального шоу. Розташований у місті Гаврі, Франція.

## Історія

### Будівництво
Стадіон побудований на місці колишнього сортувального двору, право власності на який співтовариство агломерації Гавр (CODAH) придбало у Réseau Ferré de France в 2008 році. Витрати на будівництво стадіону склали в загальній складності 80 мільйонів євро. Був відкритий 12 липня 2012 року і став найбільшим стадіоном в Нормандії.
Проект був офіційно оформлений співтовариством агломерації Гавра (CODA) в липні 2007 року. 9 вересня 2009 року, Антуан Рафенот, мер Гавра, і Люк Деламаї, архітектор, який представляв групу (Vinci Construction France / SCAU / KSS / IOSIS), відповідальну за проектування і будівництво, надали публічно готовий проект.
Перший камінь був урочисто закладений 11 жовтня 2010 року. З 16 травня по 21 червня 2012 року жителям агломерації надали право вибрати назву нового спортивного закладу. Більшість з них зупинилися на «Stade Océane». Стадіон був відкритий 12 липня 2012 року.

### Спортивні турніри
Стадіон є домашнім стадіоном для футбольного клубу «Гавр».
15 серпня 2012 року на стадіоні відбувся товариський матч збірної Франції проти уругвайської футбольної збірної. Це був перший матч Дідьє Дешама на чолі французької національної команди.
Футбольний стадіон був однією з приймаючих арен матчів чемпіонату світу з футболу серед жінок 2019 року, де зустрічалися найкращі 24 команд із 24 країн світу, а на арені відбулось 7 ігор.

#### Чемпіонату світу з футболу серед жінок 2019
| Дата           | Час (CEST) | Збірна #1     | Рахунок | Збірна #2  | Раунд      | Глядачів |
| -------------- | ---------- | ------------- | ------- | ---------- | ---------- | -------- |
| 8 червня 2019  | 18:00      | Іспанія       | 3–1     | ПАР        | Група B    | 12,044   |
| 11 червня 2019 | 15:00      | Нова Зеландія | 0–1     | Нідерланди | Група E    | 10,654   |
| 14 червня 2019 | 21:00      | Англія        | 1–0     | Аргентина  | Група D    | 20,294   |
| 17 червня 2019 | 18:00      | КНР           | 0–0     | Іспанія    | Група B    | 11,814   |
| 20 червня 2019 | 21:00      | Швеція        | 0–2     | США        | Група F    | 22,418   |
| 23 червня 2019 | 21:00      | Франція       | 2–1 дч  | Бразилія   | 1/8 фіналу | 23,965   |
| 27 червня 2019 | 21:00      | Норвегія      | 0–3     | Англія     | 1/4 фіналу | 21,111   |

### Концерти
Перший великий концерт на стадіоні відбувся 7 червня 2013 року. Тут виступили співачка Таль, Флоран Мот, Zaho, Інна Моджа, Анггун.
30 травня 2015 року зірки 80-х виступили на цій арені, серед них були Сабріна Салерно, Патрік Ернандес, Ліо. Вони зібрали 18 020 глядачів.

## Структура стадіону
Площа спортивного центру склала 19 гектар. На футбольні матчі кількість посадочних місць становить 25 178 місць, що робить його найбільшим стадіоном в Норманді. Він має 3 053 «привілейованих» місця і 340 місць у VIP-кабінках. Існує також VIP-зал місткістю 146 осіб.
Висота стадіону 31 метр. Автостоянка має близько 1270 місць. Синя зовнішня оболонка з полімеру становить 32 500 квадратних метра, а її товщина складає 0,25 мм На стадіоні розміщені два гігантських екрани площею 46 квадратних метра.
Для забезпечення роботи інфраструктури було створено близько 300 постійних робочих місць.

## Галерея

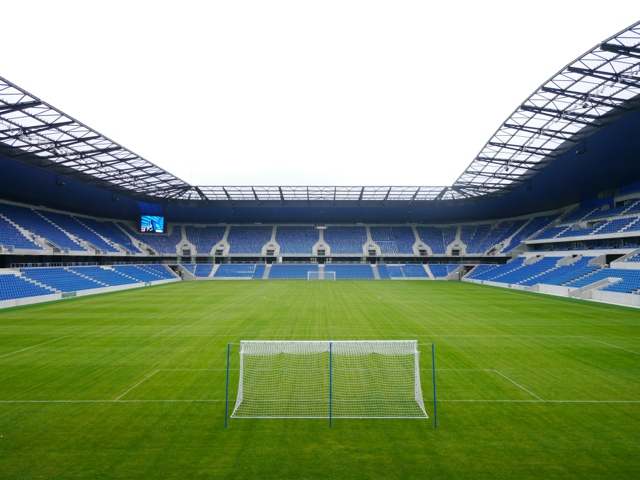
Інтер'єр та поле стадіону
Зовнішній вигляд вночі з підсвіткою
Зовнішній вигляд вдень